# Tindafell
Tindafell är ett berg i republiken Island. Det ligger i regionen Norðurland eystra, 210 km öster om huvudstaden Reykjavík. Toppen på Tindafell är 1 186 meter över havet, eller 257 meter över den omgivande terrängen. Bredden vid basen är 3,1 km.
Trakten runt Tindafell är nära nog obefolkad, med mindre än två invånare per kvadratkilometer. Det finns inga samhällen i närheten. Trakten runt Tindafell är permanent täckt av is och snö.